# Marktkreuz (Prestwick)

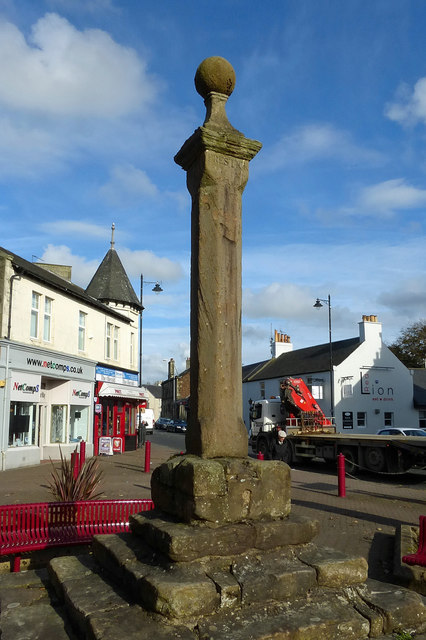
Marktkreuz von Prestwick

Bei dem Marktkreuz von Prestwick handelt es sich um ein Marktkreuz in der schottischen Stadt Prestwick in der Council Area South Ayrshire. 1971 wurde das Bauwerk in die schottischen Denkmallisten in der höchsten Kategorie A aufgenommen.

## Geschichte
Erstmals wurde ein Marktkreuz in Prestwick im Jahre 1473 erwähnt, es existieren jedoch Indizien, dass es bereits vor dem 15. Jahrhundert errichtet wurde. Dieses stand am Ostende der Kirk Street und somit unweit des heutigen Marktkreuzes. Durch das heutige Kreuz wurde es im Jahre 1777 ersetzt.

## Beschreibung
Das Marktkreuz steht auf einem kleinen Platz vor dem ehemaligen Rathaus von Prestwick an der Kreuzung zwischen Main Street (A79) und Station Road im Nordteil der Stadt. Der Sockel besteht aus vier Steinplatten, die sich stufenweise in Pyramidenform verjüngen. Die unterste Platte weist eine Seitenlänge von rund 2,4 m auf. Auf der obersten Platte ragt der schlichte oktogonale Schaft von einer mächtigen quadratischen Sockelplatte auf. Der Schaft schließt mit einem gekehlten Kranzgesimse. Darauf sitzt eine Steinkugel. In den Schaft ist eine Plakette mit dem Baujahr 1777 eingelassen.